# Somlay Júlia
Somlay Júlia; Schneider (Miskolc, 1906. január 18. – Budapest, Erzsébetváros, 1955. május 9.) színésznő.

## Életútja
Somlay Artúr színész és Laszlovszky Júlia leánya. 1929-ben szerezte diplomáját a Színművészeti Akadémián. Eleinte vidéki társulatokban játszott, majd 1931-ben apja társulatával lépett színpadra. 1933–34-ben Pécsett, 1936–39-ben Debrecenben, majd 1941 és 1944 között az Új Magyar Színházban Budapesten láthatta a közönség. Ezután 1947–48-ban ismét Debrecenben, 1948–49-ben a Művész Színházban, majd 1950-től 1953-ig a Madách Színházban játszott. Többnyire prózai darabok jellemszerepeit formálta meg.

## Fontosabb szerepei
- Carlotta (Heltai Jenő: A néma levente)
- Mária (Vaszary János: Csak egy nap a világ)
- Mrs. Hedges (Garson Kanin: Ócskavas nagyban)